# Matthias Ludwig von Lossow
Matthias Ludwig von Lossow (* 7. Oktober 1717 in Bansedow im Landkreis Stolp; † 12. Oktober 1783 in Minden) war ein preußischer Generalleutnant und Chef eines nach ihm benannten Regiments.

## Leben

### Herkunft
Seine Eltern waren der königlich polnische Oberstleutnant Johann Georg von Lossow (* 29. März 1670; † 26. Februar 1746) und Johanne Konstanze von Zastrow aus dem Hause Bansedow.

### Werdegang
Er war am 7. August 1731 in das Berliner Kadettenkorps gekommen, danach kam er am 4. Mai 1734 als Junker zum Regiment „Glasenapp zu Fuß“ und wurde am 24. Juni 1738 Fähnrich, am 26. April 1740 Seconde-Lieutenant und in demselben Jahre als Premier-Lieutenant zur Garde versetzt. In den folgenden Feldzügen befand er sich auf den Schlachtfeldern in Böhmen, Schlesien und Sachsen: Schlacht bei Chotusitz, Hohenfriedberg und Soor; bei Groß-Jägersdorf wurde er am Fuß und Torgau am Kopf verwundet. Im Gefecht bei Töplitz schoss ihm eine Kanonenkugel den Degen aus der Hand. Er kam schnell voran und wurde am 3. November 1743 Capitain, erhielt am 1. Februar 1744 eine Grenadierkompanie bei dem „Garnisons-Regiment l’Hopital“, wurde am 5. Juni 1753 Major und ging 1755 in das in Königsberg stehende „Königsbergsche Grenadier-Bataillon“ mit sechs Kompanien, wurde am 16. Dezember 1758 Oberstleutnant und am 14. Mai 1759 Oberst und 1760 dessen Chef wurde. Nach dem Gefecht bei Strehlen (20. August 1760) zeichnete ihn der König für besondere Verdienste durch Verleihung des Ordens Pour le Mérite aus. Am 24. Oktober 1765 wurde er Chef des vormaligen „Füsilier-Regiments Neuwied“, am 19. Mai 1766 Generalmajor und 1777 Generalleutnant. Im Bayerischen Erbfolgekrieg 1778/1779 war er bei der Armee des Prinzen Heinrich.
Am 22. Mai 1782 dimittierte er und erhielt 2500 Taler jährliche Versorgung.

### Familie
Lossow war seit dem 18. Mai 1782 mit Charlotte Luise Schneider (* 21. Juni 1732; † 13. Dezember 1812) vermählt. Mit dieser Ehe legitimierte er auch seinen Sohn, den späteren preußischen General Constantin von Lossau (* 23. Juli 1767; † 16. Februar 1848).